# Generation X (album Sadata X)
Generation X to piąty studyjny album amerykańskiego rapera Sadata X członka Brand Nubian, wydany w 2008 roku.

## Lista utworów
Opracowano na podstawie źródła.
1. Now (gość. Twan) - 4:20
2. This is Your Life - 4:43
3. Jungle (gośc. Twanie Ranks) - 4:12
4. Newer - 2:02
5. Think Different - 3:45
6. X-Plain - 3:35
7. He Walks With Me (Skit) - 1:25
8. X is the Word -2:36
9. Walk Upright - 3:02
10. Hey Baby - 3:30
11. The Okeedoke - 3:50
12. Morning (gość. Twanie Ranks) - 2:44
13. Live - 3:54
14. Make it Happen - 3:09
15. Heart to Hear (gośc. Thirsten Howl III,  Twanie Ranks) - 3:51
16. It's a Demo - 4:02
17. New York - 3:31
18. Sweat -3:41